# Georg Albrecht (Eishockeyspieler)
Georg Albrecht (* 24. Juli 1989 in Leipzig) ist ein ehemaliger deutscher Eishockeyspieler, der zuletzt zwischen 2015 und 2017 beim MEC Halle 04 aus der Oberliga Ost unter Vertrag stand. Sein Zwillingsbruder Hannes ist ebenfalls Eishockeyspieler.

## Karriere
Georg Albrecht begann seine Karriere als Eishockeyspieler in der Nachwuchsabteilung des ETC Crimmitschau, für dessen Profimannschaft er in der Saison 2008/09 sein Debüt in der 2. Bundesliga gab. In seinem Rookiejahr blieb er in 16 Spielen punktlos und erhielt zwei Strafminuten. In den folgenden Jahren spielte der Flügelspieler regelmäßig für den ETC Crimmitschau in der 2. Bundesliga, während er parallel in der Saison 2008/09 beim ERV Chemnitz 07 in der Regionalliga und von 2009 bis 2011 beim EHV Schönheide 09 in der Regionalliga bzw. Oberliga Spielpraxis sammelte.
Vor der Saison 2012/13 wechselte Georg Albrecht zum ERV Chemnitz 07 aus der Oberliga Ost und erhielt im Januar 2012 eine Förderlizenz für die Dresdner Eislöwen aus der 2. Bundesliga. Mit Beginn der Saison 2013/2014 wechselt Georg Albrecht zum EHV Schönheide 09. Im Januar 2015 wechselte Georg Albrecht zu den Saale Bulls nach Halle, für die er bis Dezember 2017 aktiv war. Aufgrund einer Verletzung musste er seine Karriere beenden.

## 2. Bundesliga-Statistik
(Stand: Ende der Saison 2010/11)